# Noet
Noët von Smyrna auch Noëtus, altgriechisch Νοητός  war ein Kirchengelehrter, der ungefähr gegen Ende des 2. Jahrhunderts in Kleinasien wirkte und vermutlich aus Smyrna in der heutigen Türkei (Izmir) stammte. Er war Verfechter der Einheit Gottes (das heißt, er war gegen die Rede von drei göttlichen Personen (Trinitätslehre)); er kann als Begründer des modalistischen Monarchianismus (Patripassianismus) gelten und wurde exkommuniziert.
Von ihm selbst sind keine Texte erhalten, allein den Gegnern verdanken wir Bruchstücke seiner theologischen Auffassung.

## Lehre
Noët von Smyrna ist im Zusammenhang mit den Streitigkeiten um Christologie und Trinität – wobei zu beachten ist, dass eine ausformulierte Trinitätslehre erst 381 vorliegt –, ferner zur Frage nach der Leidensfähigkeit Gottes zu nennen. Zu seinen Auffassungen zählte:
- Christus ist die eine, volle Erscheinungsweise des einen Gottes (Erscheinungsweise, lat. modus, daher wird von Modalismus gesprochen).
- Der Vater leidet selbst in der Gestalt des Sohnes am Kreuz (Patripassianismus).

Diese Sichtweise zielt auf die Erhaltung der Einheit Gottes, der griech. monarchia (daher auch Monarchianismus). Als ein weiterer Modalist ist Praxeas zu nennen.
Im Westen (Rom) wurde der Modalismus bzw. der Patripassianismus zuerst von Tertullian bestritten, vor allem in seiner um 212 verfassten Schrift „Adversus Praxeam“ (Streitschrift gegen Praxeas).
Die Ansichten des Noët sind später von Sabellius aufgenommen und weitergeführt worden.
Das Todesdatum des Noët ist unbekannt. Das Datum ist auch deshalb relevant, weil die Ignatiusbriefe vermutlich u. a. auf Noëts Ansichten reagieren und deshalb die Datierung der Amtszeit des Ignatius von Antiochia davon abhängt.